# Lê Uy Mục
Lê Uy Mục (chữ Hán: 黎威穆; 5 tháng 5 năm 1488 – 20 tháng 1 năm 1510), đôi khi còn gọi là Mẫn Lệ công (愍厲公), là vị hoàng đế thứ tám của nhà Lê sơ trong lịch sử Việt Nam. Trong thời gian trị vì của mình, ông chỉ dùng một niên hiệu là Đoan Khánh. Ông được xem là một vị hoàng đế tàn bạo và hoang dâm, nổi tiếng là một bạo chúa, người đời gọi là Quỷ vương (鬼王). Lê Uy Mục bị các sử gia đánh giá là hôn quân tai tiếng nhất trong lịch sử nhà Hậu Lê nói riêng và lịch sử Việt Nam nói chung. Thời đại của ông đánh dấu giai đoạn chuyển thịnh thành suy của vương triều nhà Hậu Lê. 
Lê Uy Mục không chăm lo chính sự, hằng đêm đều cùng các cung nhân uống rượu, khi say thì giết chết tất cả bọn họ. Triều chính thời ông trị vì rơi vào tay ngoại thích và bọn hoạn quan, khiến cung đình bị nhơ nhuốc. Ông một tay dần giết hại các đại thần như Đàm Văn Lễ, Nguyễn Quang Bật, chèn ép Nguyễn Văn Lang khiến ông này phải chạy đi, vì tất cả đều không thuận lập Uy Mục lên ngôi sau khi Lê Hiến Tông qua đời. Đã vậy, ông còn nghi kị tông thất, giết cả anh em cha chú của mình, từ quần thần đến thân thuộc đều lo sợ, càng quyết tâm phản loạn.
Năm 1509, em họ Lê Uy Mục là Giản Tu công Lê Oanh liên kết với đại thần Nghĩa quận công Nguyễn Văn Lang phất cờ nổi dậy ở Tây Đô (Thanh Hóa), dẫn binh tới Đông Kinh, đánh bại tất cả các đạo quân do Lê Uy Mục gửi đến. Lê Oanh vào kinh thành, phế truất và bắt giam Uy Mục. Cuối cùng, Uy Mục phải uống thuốc độc tự sát, xác của ông bị đem nhét vào súng thần công để bắn cho tan nát.

## Thiếu thời
Lê Uy Mục có tên húy là Lê Tuấn (黎濬), còn có tên là Lê Huyên (黎諠) hay Lê Nghị (黎誼), là con trai thứ hai của Lê Hiến Tông, mẹ là Chiêu Nhân Duệ Hoàng hậu Nguyễn Thị Cận, người làng Phù Chẩn, huyện Đông Ngàn, Bắc Giang. Ông cũng là anh thứ của vua Lê Túc Tông.
Lê Hiến Tông có sáu người con trai: con cả là An vương Lê Tuân (安王黎洵) do Mai Quý phi sinh; con thứ 2 là Uy Mục đế Lê Tuấn; con thứ 3 là Túc Tông hoàng đế Lê Thuần do Trang Thuận Duệ Hoàng hậu sinh; con thứ 4 là Thông vương Lê Dung (通王黎溶) do Bùi Quý phi sinh ra; con thứ 5 là Minh vương Lê Trị (明王黎治) và cuối cùng là Tư vương Lê Dưỡng (思王黎瀁). 
Chiêu Nhân Hoàng hậu sinh thời thân phận hèn kém, bị Trường Lạc Hoàng hậu (hoàng hậu của vua Lê Thánh Tông) xem thường. Ngày 5 tháng 5, năm Hồng Đức thứ 19 (1488), giờ Tỵ, bà sinh ra ông rồi qua đời do băng huyết, ông được giao cho Nguyễn Kính phi nuôi nấng. Kính phi không có con, xem ông như con đẻ và hết lòng chăm sóc.
Lúc lựa chọn người kế vị, Lê Hiến Tông từng nhận xét Lê Tuấn "không phải là người đức độ", nên không lập ông mà lập em thứ là Lê Thuần làm thái tử, tức vua Lê Túc Tông sau này. Tuy nhiên, Túc Tông bất ngờ mất sớm sau sáu tháng tại vị, lúc lâm chung để lại di chiếu truyền ngôi lại cho anh thứ Lê Tuấn. Tuy nhiên, Huy Gia Thái hoàng thái hậu không chịu lập ông lên ngôi, mà muốn truyền ngôi cho người trong hoàng tộc là Lã Côi vương (không rõ tên). Trong khi mẹ nuôi của ông là Nguyễn Kính phi cùng đại thần Nguyễn Nhữ Vy muốn làm theo di chiếu của Túc Tông, liền bày mưu lừa Thái hoàng thái hậu ra khỏi thành đón Lã Côi vương, sau đó đóng cửa thành và nhanh chóng sắp xếp đưa được Lê Tuấn lên ngôi. Thái hoàng thái hậu quay về thấy vậy thì không vui, bà cho rằng mẹ ông là người thấp hèn, nên ông cũng sẽ chẳng ra gì, điều này khiến Lê Tuấn oán hận Thái hoàng thái hậu.
Ngày 18 tháng 12 năm 1504 âm lịch (tức ngày 22 tháng 1 năm 1505 dương lịch), Lê Tuấn lên ngôi, tự xưng làm Quỳnh Đô động chủ (瓊都洞主), đặt niên hiệu là Đoan Khánh (端慶), đại xá thiên hạ.

## Cai trị
Uy Mục từ lâu đã mang lòng oán hận Thái hoàng thái hậu, cho rằng bà đã thường xuyên xúc phạm, nhục mạ mẹ ruột của mình, nên khi vừa lên ngôi, đã ngầm sai bọn thân tín tìm cách hành thích Thái hoàng thái hậu. Ngày 22 tháng 3, năm Đoan Khánh thứ nhất (1505), Thái hoàng thái hậu bị đánh thuốc độc chết, hưởng thọ 65 tuổi. Để che giấu tội giết bà nội, Uy Mục vờ ban bố nghỉ chầu bảy ngày để chịu tang, dâng thụy hiệu cho bà để tỏ lòng kính trọng.
Ngày 5 tháng 6 cũng năm ấy, ông giết quan Lễ bộ Thượng thư là Đàm Văn Lễ và quan Đô Ngự sử là Nguyễn Quang Bật. Trước đây khi Hiến Tông mất, Nguyễn Kính phi đã mang vàng lụa đến tặng Văn Lễ và Quang Bật để họ lập con mình lên ngôi. Tuy nhiên, hai người này đã không chịu lập Uy Mục mà quyết chí lập Túc Tông theo di chiếu của tiên đế, do đó ông căm giận lắm. Để trừ khử bọn họ, Uy Mục dùng mưu của hai gian thần Khương Chủng và Nguyễn Nhữ Vi, biếm chức hai người xuống làm Thừa tuyên sứ ở Quảng Nam và bắt họ vào đó nhận việc. Khi họ đến con sông lớn ở huyện Chân Phúc, ông sai một toán quân đuổi theo bắt phải tự tử. Hai người khi sắp gieo mình xuống nước đã ngâm thơ quốc ngữ rồi mới tuẫn tiết. Sau này các đình thần trong bụng ai cũng biết là hai người chết không đáng tội, liền can gián Uy Mục, ông bèn đổ tội cho Nguyễn Nhữ Vi rồi cho hành quyết y. Riêng Khương Chủng do vừa là đồng hương vừa là người trong phe cánh cũ của mẹ ruột hoàng đế nên được tha.   
Tháng giêng năm 1507, khi sang Đại Việt để sách phong cho Lê Uy Mục làm An Nam Quốc vương (安南國王), phó sứ thần của nhà Minh là Hứa Thiên Tích (許天錫) trông thấy tướng mạo hoàng đế, đã làm 2 câu thơ gọi ông là Quỷ vương (鬼王):
An Nam tứ bách vận vưu trường
Thiên ý như hà giáng quỷ vương?
(Vận An Nam còn dài bốn trăm năm
Ý trời sao lại sinh ra vua quỷ?)
Ông từ khi lên ngôi không chăm lo chính sự, chỉ ham rượu chè, gái đẹp, thích giết người, đêm nào cũng cùng với cung nhân uống rượu vô độ rồi hành lạc, đến khi say thì giết đi. Tính vốn ưa vũ dũng, Uy Mục từng sai quản tượng và giám ngự mã đánh nhau làm trò mua vui ngay trong cung điện. Trong một lần đi tế đàn Nam Giao trở về, Lê Uy Mục cưỡi voi vào cửa Đông Hoa, sai các Ti và quân các Vệ trong Ngũ Phủ đem voi công đến cho vua tuyển chọn. Sau đó, vua lại sai các trấn chọn voi đem về kinh đô để chọn lựa thêm một lần nữa, cốt sao đủ đặt hai Ti là Ngự Tượng và Ngự Mã. Vua cho bọn quân sĩ ở ti Ngự Tượng đội mũ màu thủy ngân, trên vẽ hoa hồng quỳ. Mỗi ngày, vua sai hai tên giám quân đấu sức với nhau. Hai tên cầm gậy đánh nhau từ cửa Thanh Dương đến ngoài cửa Thái Miếu. Ông xem việc đánh nhau của hai ngự giám quân mà lấy làm thích thú, ban thưởng tiền lụa cho họ.
Dưới thời Uy Mục, quyền hành trong triều rơi vào tay họ ngoại của hoàng đế. Bấy giờ, họ ngoại của ông có đến ba phe cánh, cánh phía đông là làng Hoa Lăng (quê của mẹ nuôi ông là Kính phi), cánh phía tây là làng Nhân Mục (quê của vợ ông là Trần Hoàng hậu), và cánh phía bắc là làng Phù Chẩn (quê của mẹ đẻ ông là Chiêu Nhân Duệ Hoàng hậu). Được sự hậu thuẫn của hoàng đế, ba phe cánh này đều chuyên cậy quyền thế, vùi dập các quan, kẻ thì vì ý riêng mà giết hại sinh dân, kẻ thì dùng ngón kín mà yêu sách tiền của, mọi thứ súc vật, hoa màu của dân, chúng đều cướp đoạt cả, nhà nào có đồ lạ, vật quý, chúng đánh dấu chữ vào và đòi lấy. Muôn dân ta oán mà hoàng đế vẫn không chừa, lại mang lòng ngờ vực, đố kỵ.
Tháng 8 năm 1509, Uy Mục ra lệnh cho giết hết những người Chiêm bị bắt làm gia nô trong điền trang của các thế gia, công thần. Trước đây, ông nội của ông là vua Lê Thánh Tông khi thân chinh đánh Chiêm Thành đã bắt được em Trà Toàn là Trà Toại và vợ con ông ta đem về Đại Việt, cho an trí ở ngoài cửa Bảo Khánh gần 30 năm. Đến thời Cảnh Thống, Trà Toại đã chết, con ông là Trà Phúc mang trộm hài cốt của cha trốn về nước. Đến nay, những nô lệ người Chiêm ở điền trang của các thế gia, công thần thấy vậy cũng tìm cách đào thoát về nước. Nghi người Chiêm làm loạn, Uy Mục hạ lệnh giết các gia nô người Chiêm còn lại trong các điền trang đến gần hết, chỉ còn mỗi bọn người Chiêm do Chế Mạn cầm đầu may mắn bỏ trốn thành công, về sau bọn họ đã tham gia cuộc binh biến lật đổ ông.
Để gia cố và duy trì quyền lực, Uy Mục xua đuổi người tông thất và công thần về xứ Thanh Hoa và giết các nữ sử nội thần người Chiêm. Bấy giờ bọn ngoại thích của ông là Khương Chủng và Nguyễn Bá Thắng tự tiện làm oai làm phúc, quyền thế nghiêng lệch trong triều ngoài trấn, dân chúng không dám cất tay động chân. Nhà pháp thuật bị cấm làm phù chú, đạo sĩ thờ đạo phải cắt tóc không được để dài. Do vậy, các phố xá, hàng chợ nhà nào thờ tiên sư đều phải cất giấu đi. Sau này, đám ngoại thích khác của hoàng đế là Thừa Giáo, Thừa Nghiệp đi đường, quan viên và dân chúng trông thấy chúng từ xa đã phải chạy trốn đi, đợi chúng đi qua rồi mới dám ra. Người thân tín của Uy Mục là Nguyễn Đình Khoa ngầm sai người đến Thừa Hiến phủ huyện các xứ trong nước, tới cả dân gian, cưỡng bắt những con gái chưa chồng, làm khốn khổ nhân dân, khắp cả nước dần mất hết hy vọng.
Các bá quan người nào ngày trước không lập Uy Mục, thì đều bị ông thanh trừng để trả thù. Uy Mục còn ngầm sai Nguyễn Đình Khoa dò xét cả 26 thân vương là các chú và anh em bên họ nội của ông. Trong đó, Kinh vương Lê Kiện là chú đã chạy trốn không biết đi đâu, chỉ có Giản Tu công Lê Oanh là con của Kiến vương Lê Tân, chú ruột của hoàng đế, thì bị bắt giam vào ngục nhưng sau đó trốn thoát được. Do vậy, mọi người đều cảm thấy nguy đến thân mình, càng nghĩ đến việc nổi loạn.

## Bị lật đổ
Sự tàn bạo quá đáng của Uy Mục đã gây nên một làn sóng bất bình trong dân chúng và trong hàng ngũ quan lại, tông thất, dòng dõi họ Lê. Bấy giờ, thân thích của Trường Lạc Hoàng thái hậu là Nguyễn Văn Lang cũng là một trong số người bị triều đình đuổi về quê quán. Đại thần tông thất là Nghi quận công Lê Năng Can, vì bất đắc chí, có bài thơ gửi cho Nguyễn Văn Lang và khuyên ông nổi dậy giết bọn ác đảng. Văn Lang là người thông thao lược, giỏi binh pháp, khéo xem xét thiên thời. Ông đem bọn nô lệ người Chiêm đã ra hàng là Chế Mạn cùng các tướng Vũ Bá, Vũ Tiếp và người ba phủ nổi dậy ở thành Tây Đô, đem quân giữ ở cửa biển Thần Phù.
Cũng thời điểm đó, Lê Uy Mục liên tục bắt giam, giết hại người tông thất. Trong số các thân vương họ Lê bị triều đình bắt giam, em họ của Uy Mục là Giản Tu công Lê Oanh đã đút tiền cho người canh ngục mới được thả ra, trốn về Tây Đô (Thanh Hóa), được Nguyễn Văn Lang lập làm minh chủ để khởi binh nổi dậy chống lại Uy Mục đế. Lương Đắc Bằng được lệnh viết hịch kêu gọi bá quan hưởng ứng, cụ thể là:
| “      | Bạo chúa Lê Tuấn, phận con thứ hèn kém, làm nhơ bẩn nghiệp lớn, mới gần 5 năm mà tội ác đã đủ muôn khóe. Giết hại người cốt nhục, dìm hãm các thần liêu. Bọn ngoại thích được tin dùng mà phường đuôi chó ngang ngược làm bậy, người cứng cỏi bị ruồng bỏ mà kẻ đầu cá ẩn nấp nẻo xa. Quan tước đã hết rồi vẫn thưởng tràn không ngớt, dân chúng đã cùng khốn còn vơ vét chẳng thôi. Vét thuế khóa từng cân lạng, tiêu tiền của như đất bùn, bạo ngược ngang với Tần Chính. Đãi bề tôi như chó ngựa, coi dân chúng tựa cỏ rác ngạo mạn quá cả Ngụy Oanh. Huống chi lại xây cung thất to, làm vườn hoa rộng. Xua dân đi trồng cây, giẫm theo vết xe đổ chất gò Hoa Cương đời Tống; lấp biển xây cung điện, nối gót thói u mê xây cung A Phòng nhà Tần. Công trình thổ mộc xây lên rồi thay đổi, thay đổi rồi xây lên, dân Hải Dương, Kinh Bắc mệt mỏi, lao đao; tông thất xa hoa, kiêu căng lại ngang ngược, ngang ngược lại kiêu căng, cõi tứ tuyên phiên trấn xôn xao, rối loạn. Cư dân nhức óc, cả nước đau lòng. | ” |
| — Hịch | |   |

(Gò Hoa Cương: Tức đá hoa cương. Tống Huy Tông thích hoa đẹp, đá lạ, bắt dân đem về, thuyền ghe đầy sông Hoài về Biện Kinh tạo nên cái gò đầy đá hoa cương.)
Ngoài ra, phe Giản Tu công Lê Oanh cũng có bài hịch như sau:
| “      | Đoan Khánh làm vua, họ ngoại chuyên quyền, Tử Mô làm phường ngu hèn nơi phố chợ làm rối loạn kỷ cương, Thắng Chủng là hạng trẻ ranh miệng còn hơi sữa đã tái oai tác phúc. Đến mức đánh thuốc độc giết bà nội, tàn sát các thân vương. Theo ý riêng mà giết hại sinh dân, không biết đâu cho thỏa; dùng ngón ngầm để vét vơ tiền của, càng mặc sức tham lam. Bốn biển đã khốn cùng, muôn dân đều sầu oán. | ” |
| — Hịch | |   |

Ngày 8 tháng 11 năm 1509, Giản Tu công giả xưng là Cẩm Giang Vương Lê Sùng (黎漴), tức anh trai ông. Từ Tây Đô, ông đưa quân cả thủy lẫn bộ tiến về Đông Kinh (Hà Nội). Thủy quân tiến đến núi Thiên Kiện. Uy Mục dùng hai chiếc thuyền nhẹ Hà Thanh và Hải Thanh đi đến chùa Bảo trên núi Thiên Kiện, bắt được một viên tướng thủy quân của Giản Tu công và giết được 20 binh sĩ đem xác về ngoài cửa Đông Hoa. Uy Mục cho tướng là Lê Vũ làm Tán lý cũng nhiều người khác đem cấm quân và quan quân thuộc các vệ Thần vũ, Hiệu lực, Điện tiền đi chống giữ nhưng đều bị phe Lê Oanh đánh bại.
Đến ngày 23 tháng 11, Uy Mục quyết định bắt giết anh em của Giản Tu công Lê Oanh bao gồm Lê Sùng và cả mẹ ông ta là Trịnh Thị Tuyên, sau đó lệnh cho Lê Vũ mang thủ cấp của Lê Sùng ra chiến trường, giơ cho quân Lê Oanh xem, hòng uy hiếp tinh thần họ. Lê Vũ nói:
Đây là cái đầu của Cẩm Giang vương, chúng bay còn nói láo làm gì?
Tuy nhiên, quân của Giản Tu công không những không mất sĩ khí, lại tiến đánh hăng hơn. Lê Vũ bị quân Lê Oanh bao vây ở trận Đồng Lạc. Lê Oanh dụ hàng nhưng Lê Vũ vẫn một mực không chịu khuất phục nên bị giết. Trận này, quân của Uy Mục thua to, các tướng khác của ông như Dương Trực Nguyên, Phạm Thịnh, Trần Năng cũng tử trận ở Châu Cầu.
Ngày 26, các đạo quân của Lê Oanh đều tiến sát Đông Kinh. Uy Mục đế vì cần thêm quân để chống giữ mới lấy vàng bạc ban cho bọn tội nhân bị giam ở ty Ngũ hình mỗi người 3 quan, rồi sai đi đánh quân Lê Oanh. Những tù nhân vốn oán hận sự bạo ngược của hoàng đế nên khi nhận được tiền đều bỏ trốn về nhà. Uy Mục sợ hãi lại vội vã chọn người đi gọi quân các trấn Lạng Sơn, Thái Nguyên, Tuyên Quang, Yên Băng; bắt mỗi trấn lấy 5.000 thổ binh đến cứu viện. Nhưng khi họ còn chưa đem quân tới, thì đại quân của Lê Oanh đã áp sát vào thành, nhiều người bỏ chạy thoát thân.
Tướng trấn thủ kinh thành là Lê Quảng Độ (黎廣度) phản Uy Mục theo Giản Tu công, xin làm nội ứng cho quân nổi dậy. Ông ta cùng với Lê Oanh người trong kẻ ngoài thông tin với nhau, lại cho bắn súng làm hiệu, dựng gậy làm cờ, chặt cây làm binh khí giả đánh lẫn nhau làm cho các quân kinh hãi, buộc Uy Mục phải chạy lên phía Bắc. Cuối cùng kinh thành thất thủ, Uy Mục sợ hãi trốn vào phường Nhật Chiêu. Hoàng hậu Trần Thị Tùng của ông cũng trốn ra đến xã Hồng Mai, náu ở nhà dân rồi treo cổ tự sát ở miếu chùa. Giản Tu công tiến vào chiếm Đông Kinh, nghe tin mẹ và anh em mình đều đã bị Uy Mục xử tử, sai quan sửa việc tang và làm lễ chôn cất.
Đến ngày 28, trong lúc đang chạy trốn, Uy Mục bị một vệ sĩ cũ của mình bắt được đem nộp cho Giản Tu công và bị giam vào cửa Lệ Cảnh. Nhận thấy đã đường cùng, ngày 1 tháng 12 năm 1509 âm lịch (tức ngày 20 tháng 1 năm 1510 dương lịch), Lê Uy Mục uống thuốc độc tự vẫn.
Giản Tu công Lê Oanh căm hận Uy Mục giết hại tàn nhẫn gia đình mình, nên dù Uy Mục chết rồi vẫn chưa nguôi giận. Ông sai người dùng súng lớn, để xác Uy Mục vào miệng súng, rồi bắn cho nổ tan hết hài cốt, chỉ lấy ít tro tàn về chôn tại An Lăng ở quê mẹ ruột ông tại làng Phù Chẩn (nay là phường Phù Chẩn, thành phố Từ Sơn, tỉnh Bắc Ninh). Giản Tu công tự lập làm vua, tức Lê Tương Dực.
Lê Uy Mục ở ngôi được 5 năm, hưởng dương 22 tuổi. Ban đầu, Lê Tương Dực giáng ông xuống làm Mẫn Lệ công (愍厲公). Sau này đến năm 1517, khi Lê Chiêu Tông lên ngôi mới đặt tên thụy cho ông là Uy Mục đế (威穆帝).

## Gia quyến
- Cha: Lê Hiến Tông Lê Tranh.
- Mẹ: 
  - Mẹ đẻ: Chiêu Nhân Duệ Hoàng hậu Nguyễn thị (昭仁睿皇后阮氏), người phường  Phù Chẩn, thành phố Từ Sơn tỉnh Bắc Ninh. Vừa sinh ra Uy Mục thì qua đời.
  - Mẹ nuôi: Kính phi Nguyễn thị (敬妃阮氏), người làng Hoa Lăng, huyện Thủy Đường. Nuôi nấng Uy Mục đến khi trưởng thành và giúp ông đoạt được hoàng vị, sau dòng họ của bà làm loạn triều đình.

### Hậu cung
| STT | Danh hiệu                   | Tên                    | Sinh mất | Cha | Ghi chú |
| --- | --------------------------- | ---------------------- | -------- | --- | --- |
| 1   | Uy Mục Hoàng hậu (威穆皇后) | Trần thị (陳氏)        | ?-1510   |     | Được sắc phong làm hoàng hậu năm 1506. |
| 2   | Quý Phi                     | Lê thị (黎氏)          |          |     | Bà là người xã Sa Lung, châu Minh Linh. Gia đình mắc tội, bị sung làm nô tì. Khi Uy Mục chưa lên ngôi, còn theo học thầy, bà cùng học với Uy Mục, ông trông thấy rồi đem lòng yêu thương. Năm 1504, Uy Mục lên ngôi, phong Lê thị làm Quý phi và độc sủng trong cung. Năm 1510, Uy Mục đế bị giết, bà bị Vũ Tá hầu cưỡng bức trong cung. |
| 3   | Cung Nhân                   | Trần Thị Trúc (陳氏竹) |          |     | Bà là em gái Trần Hoàng hậu. |

### Hậu duệ
| STT | Danh hiệu       | Tên          | Sinh mất     | Mẹ                          | Ghi chú   |
| --- | --------------- | ------------ | ------------ | --------------------------- | --------- |
| 1   | Hoàng trưởng tử | Không rõ tên | Không rõ năm | Uy Mục Hoàng hậu (威穆皇后) | Chết non. |

## Nhận định
Sau khi lật đổ Uy Mục, Lê Oanh sai các quan tướng dâng biểu trần tình với nhà Minh. Lời biểu có đoạn lên án Lê Uy Mục như sau:
"Đoan Khánh Lê Tuấn tập phong tước vương đã được 4 năm, tin dùng phe cánh họ mẹ là bọn Khương Chủng, Nguyễn Bá Tuấn, ngang tàn bạo ngược, đảo lộ triều cương, tàn sát họ hàng, giết ngầm tổ mẫu, người trong nước điêu linh, dân không chịu đựng nổi. Bọn Chủng, Thắng quyền át trong ngoài, ác đảng ngày càng lan rộng, mưu cướp quyền nước."
Theo sách Hồng Thuận Trị bình bảo phạm:
"Đời Đoan Khánh, bọn hoạn quan thọc vào chính sự, kẻ ngoại thích mặc sức chuyên quyền, pháp lệnh phiền hà, kỷ cương rối loạn, nông tang tiêu tàn mất nghiệp, phong tục ngày một suy đồi, thực rất đáng thương tâm. Huống chi, lại tàn sát người cốt nhục, hãm hại kẻ bề tôi, những việc làm như vậy thì muốn không bị diệt vong có được không?"
Còn sách Hồng Thuận Trung hưng ký của Nguyễn Dục cũng ghi nhận:
"Mẫn Lệ công thất đức, bọn Chủng, Thắng chuyên quyền. Thừa Nghiệp là thằng nhãi chăn trâu mà kiêm coi cả phủ Tông nhân; Tử Mô là đứa trẻ bán cá lại trông giữ hết quân Túc vệ. Tiến dùng bè lũ sài lang, đua mở rộng đường hối lộ. Xây phủ đệ thì rừng núi các xứ Thái Nguyên, Tuyên Quang không còn cây để lấp nguồn dục vọng, đòi mắm muối thì sông biển các vùng Nghệ An, Yên Bang không còn cá mà nhét miệng đói thèm. Gươm Thái A trở ngược, đồ thần khí lung lay, tai dị sinh luôn, hạ dân ta oán, bị diệt vong là đáng lắm rồi."
Sử thần triều Lê cũng đưa ra những lời bàn:
| “                         | Vua nghiện rượu, hiếu sát, hoang dâm, thích ra oai, tàn hại người tông thất, giết ngầm tổ mẫu, họ ngoại hoành hành, trăm họ oán giận, người bấy giờ gọi là Quỷ vương, điềm loạn đã xuất hiện từ đấy. | ” |
| — Đại Việt sử ký toàn thư | |   |

| “                         | Mẫn Lệ công tin dùng ngoại thích, bạo ngược vô đạo, giết hại tông thất, tàn sát nhân dân, tự mình chuốc lấy diệt vong, chẳng cũng đáng sao. | ” |
| — Đại Việt sử ký toàn thư | |   |